# Jefferson Myers

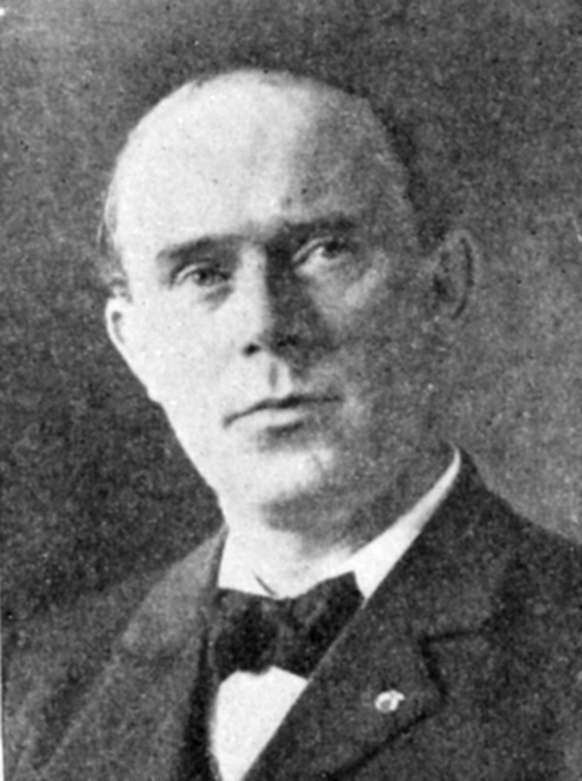
Jefferson Myers

Jefferson Davis Myers (* 8. August 1863 in Scio, Oregon; † 29. Dezember 1943 in Portland, Oregon) war ein US-amerikanischer Jurist und Politiker (Demokratische Partei).

## Werdegang
Jefferson Davis Myers, Sohn von Mary Priscilla McDonald (1841–1883) und David Dwight Myers (1834–1905), wurde während des Bürgerkrieges in einem Blockhaus in Scio (Linn County) geboren. Väterlicherseits war er niederländischer Abstammung. Sein Vater kam 1847 von Ohio, wo er geboren wurde, nach Kalifornien und 1854 von dort nach Oregon. Mütterlicherseits war er schottischer Abstammung. Seine Mutter kam mit ihren Eltern im Alter von 11 Jahren mit einem Ochsengespann von North Carolina nach Oregon. Über die Jugendjahre von Jefferson Davis Myers ist nichts bekannt. Myers studierte Jura an der Willamette University in Salem (Oregon). Er war in Oregon und mehreren anderen Bundesstaaten als Anwalt zugelassen sowie am Obersten Gerichtshof der Vereinigten Staaten. Neben seiner Anwaltstätigkeit engagierte er sich in der Landwirtschaft und der Viehzucht, ging aber auch Bankgeschäften nach. Von 1902 bis 1905 hatte er den Vorsitz in der Lewis and Clark Exposition.
Zwischen 1885 und 1895 saß er entweder im Repräsentantenhaus oder dem Senat von Oregon. Er war von 1924 bis 1925 Treasurer of State von Oregon. 1926 wurde er zum Kommissar im United States Shipping Board ernannt – ein Posten, den er bis 1936 innehatte. Danach saß er zwei Jahre lang in der United States Maritime Commission.
Er war zweimal verheiratet. Zuerst heiratete er 1899 Dr. Annice F. Jeffreys (1862–1911), eine bekannte Ärztin (physician) und Vizepräsidentin der National Woman's Suffrage Association. Nach ihrem Tod heiratete er 1913 seine zweite Ehefrau Helene P. Rowe (1880–1944) in der Little Church Around the Corner in New York City.
Myers war Colonel in der Nationalgarde von Oregon, Mitglied im Board of Regents am Oregon State College, Mitglied vom Oregon State Grange und National Grange sowie Gründer und Direktor der Oregon Mutual Life Insurance Company. Er gehörte der presbyterianischen Kirche an. Ferner war er ein Freimaurer und Mitglied der Shriners.
Die letzten Jahre seines Lebens waren vom Zweiten Weltkrieg überschattet. Er verstarb 1943 in seinem Heim in der 1731 N.E. 12th Avenue in Portland an den Folgen einer Lungenentzündung. Sein Leichnam wurde dann auf dem River View Cemetery in Portland beigesetzt.